# Glenni William Scofield

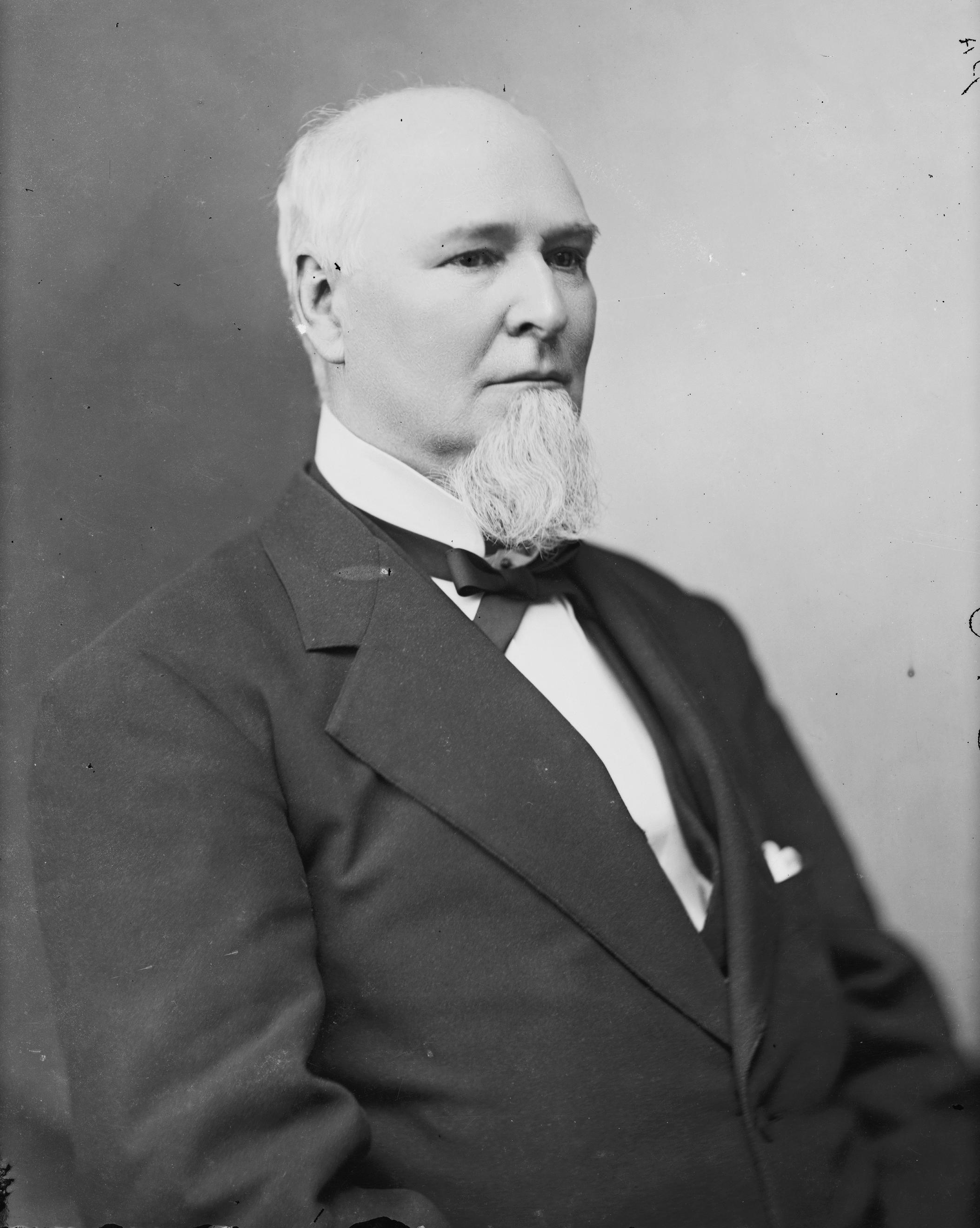
Glenni William Scofield

Glenni William Scofield (* 11. März 1817 in Dewittville, Chautauqua County, New York; † 30. August 1891 in Warren, Pennsylvania) war ein US-amerikanischer Jurist und Politiker. Zwischen 1863 und 1875 vertrat er den Bundesstaat Pennsylvania im US-Repräsentantenhaus; später wurde er Bundesrichter.

## Werdegang
Glenni Scofield besuchte die öffentlichen Schulen seiner Heimat und absolvierte danach eine Lehre im Druckerhandwerk. Danach setzte er seine Ausbildung bis 1840 am Hamilton College in Clinton fort. Anschließend unterrichtete er für einige Zeit als Lehrer. Nach einem Jurastudium und seiner 1842 erfolgten Zulassung als Rechtsanwalt begann er in Warren (Pennsylvania) in diesem Beruf zu arbeiten. Zwischen 1846 und 1848 war er dort auch Bezirksstaatsanwalt. Gleichzeitig schlug er eine politische Laufbahn ein. Von 1849 bis 1851 war er Abgeordneter im Repräsentantenhaus von Pennsylvania. In den 1850er Jahren schloss er sich der damals gegründeten Republikanischen Partei an. Von 1857 bis 1859 saß Scofield im Senat von Pennsylvania. Im Jahr 1861 wurde er Vorsitzender Richter im 18. Gerichtsbezirk seines Staates.
Bei den Kongresswahlen des Jahres 1862 wurde Scofield im 19. Wahlbezirk von Pennsylvania in das US-Repräsentantenhaus in Washington, D.C. gewählt, wo er am 4. März 1863 die Nachfolge von John Covode antrat. Nach fünf Wiederwahlen konnte er bis zum 3. März 1875 sechs Legislaturperioden im Kongress absolvieren. Seit 1873 vertrat er den staatsweit gewählten 26. Distrikt. Von 1865 bis 1867 war Scofield Vorsitzender des Committee on Revisal and Unfinished Business; zwischen 1869 und 1875 leitete er den Marineausschuss. Während seiner Zeit im Kongress wurden der 13., der 14. und der 15. Verfassungszusatz ratifiziert. Bis 1865 war seine Amtszeit von den Ereignissen des Bürgerkrieges geprägt. Zwischen 1865 und 1869 war die Arbeit des Kongresses von den Spannungen zwischen den Republikanern und Präsident Andrew Johnson belastet, die in einem nur knapp gescheiterten Amtsenthebungsverfahren gipfelten.
Im Jahr 1874 verzichtete Scofield auf eine weitere Kongresskandidatur. Nach dem Ende seiner Zeit im US-Repräsentantenhaus praktizierte er wieder als Anwalt. Zwischen 1878 und 1881 arbeitete er als Register of the Treasury für die Bundesregierung. Danach war er von Mai 1881 bis Juli 1891 beisitzender Richter am United States Court of Claims, wo er auf William H. Hunt folgte. Glenni Scofield starb am 30. August 1891 in Warren.